# Mutquín
Mutquín är en ort i Argentina.   Den ligger i provinsen Catamarca, i den norra delen av landet, 1 000 km nordväst om huvudstaden Buenos Aires. Mutquín ligger 1 681 meter över havet och antalet invånare är 1 207.
Terrängen runt Mutquín är bergig österut, men västerut är den kuperad. Terrängen runt Mutquín sluttar brant västerut. Runt Mutquín är det mycket glesbefolkat, med 2 invånare per kvadratkilometer.. Närmaste större samhälle är Pomán, 11,2 km sydväst om Mutquín. 
Trakten runt Mutquín består i huvudsak av gräsmarker.